# زیردریایی کلاس یوگو
زیردریایی کلاس یوگو (به انگلیسی: Yugo-class submarine) یک کلاس زیردریایی سبک (اصطلاحاً midget) تولید کره شمالی است. از این زیر دریایی ۸ نمونه ساخته شده است که یکی از آنها در سال ۱۹۹۸ توسط کره جنوبی تسخیر شد و یکی دیگر نیز از سرویس خارج گشت. گفته می‌شود در سال ۲۰۰۷ کره شمالی ۴ زیردریایی این کلاس را به عنوان بخشی از بدهی خود به ایران داد.

## تسلیحات
این زیر دریایی مسلح به یک جفت اژدر است، برد این اژدرها برای حالت شناوری بر روی سطح، ۵۵۰ مایل دریایی (برابر با ۱۰۲۰ کیلومتر) و سرعتشان ۱۰ گره دریایی (برابر با ۱۹ کیلومتر بر ساعت) است. درحالی که برد و سرعت این نوع اژدر برای حالت غوص زیر سطحی به ترتیب به ۵۰ مایل دریایی (برابر با ۹۳ کیلومتر) و ۴ گره دریایی (برابر با ۷٫۶ کیلومتر بر ساعت) کاهش می‌یابد.